# The Toss of a Coin
The Toss of a Coin è un cortometraggio muto del 1911 diretto da Thomas H. Ince e interpretato da Mary Pickford e Irvin Willat. Prodotto dall'Independent Moving Pictures Co. of America (IMP), il film uscì nelle sale il 31 agosto 1911, distribuito dalla Motion Picture Distributing and Sales Company.

## Produzione
Il film fu prodotto dall'Independent Moving Pictures Co. of America (IMP).

## Distribuzione
Distribuito dalla Motion Picture Distributing and Sales Company, il film - un cortometraggio in una bobina -  uscì in sala il 31 agosto 1911. Non si conoscono copie ancora esistenti della pellicola che viene considerata presumibilmente perduta.

### Data di uscita
IMDb
- USA	31 agosto 1911

Alias
- The Toss of a Coin    USA (titolo originale)
- The Toss of the Coin  USA titolo alternativo